# 马德里海军博物馆
马德里海军博物馆（西班牙語：Museo Naval de Madrid）是西班牙马德里的一个博物馆，展示自十五世纪天主教双王以来西班牙海军的历史。藏品包括航海仪器、武器、地图和绘画。

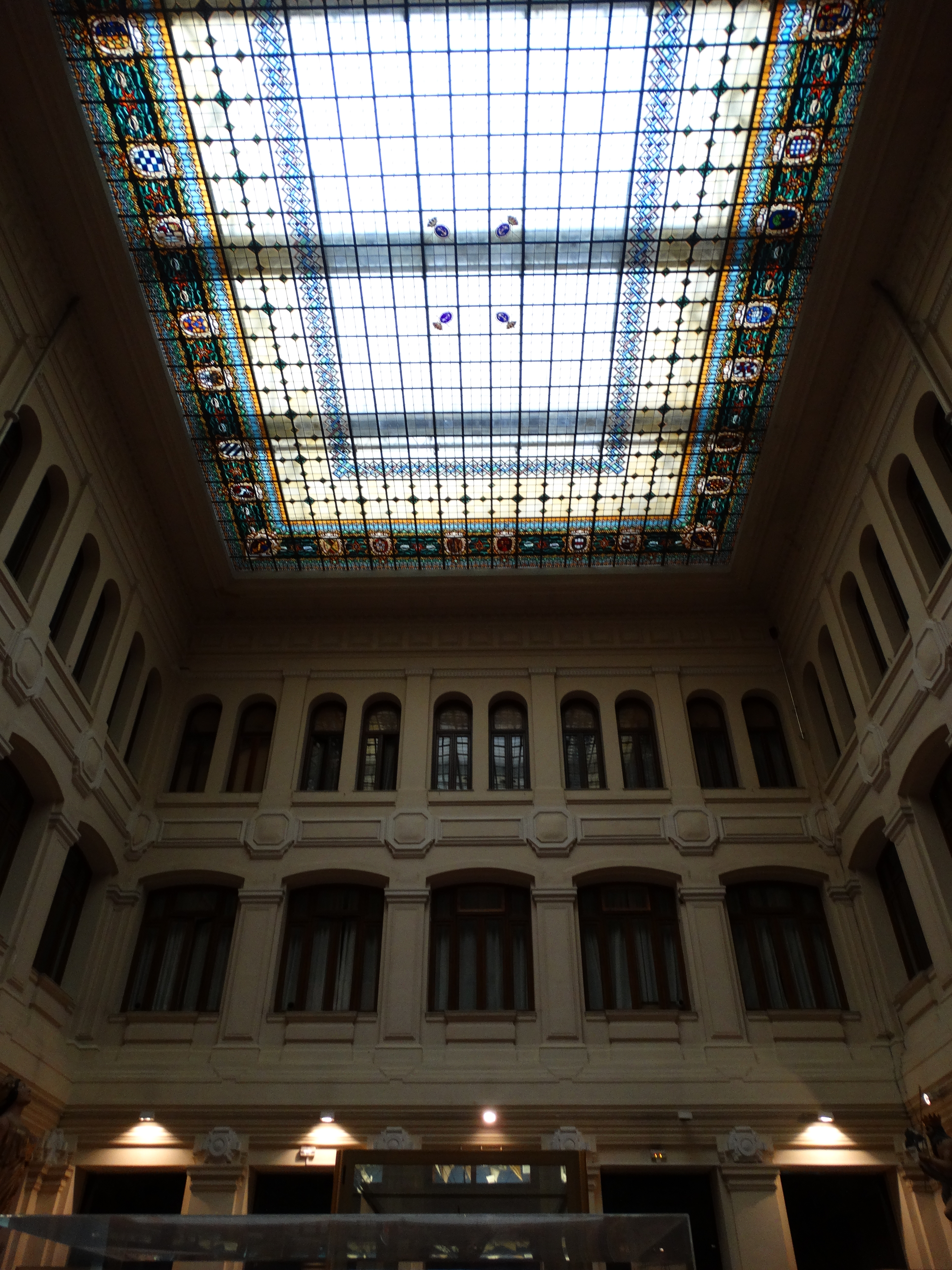
馬德里海軍博物館大廳

## 收藏
马德里海军博物馆藏有最早的美洲地图。自2007年以来，该博物馆展出月球岩石标本